# Pacific Fighters
Pacific Fighters – komputerowy symulator lotu osadzony w realiach II wojny światowej, wyprodukowany przez rosyjskie studio Maddox Games i wydany na świecie w 2004 roku przez Ubisoft. Gra należy do serii gier komputerowych IL-2 Sturmovik. Gracz kieruje w niej samolotem wojskowym uczestniczącym w walkach powietrznych na Pacyfiku.